# Siwāni
Siwāni är en ort i Indien.   Den ligger i distriktet Bhiwani och delstaten Haryana, i den norra delen av landet, 160 km väster om huvudstaden New Delhi. Siwāni ligger 214 meter över havet och antalet invånare är 15 849.
Terrängen runt Siwāni är mycket platt. Runt Siwāni är det ganska tätbefolkat, med 172 invånare per kvadratkilometer. Det finns inga andra samhällen i närheten. Trakten runt Siwāni består till största delen av jordbruksmark.